# Vapor Trails Tour
Il Vapor Trails Tour è il diciassettesimo tour ufficiale della band canadese Rush.

## Storia
Dopo una lunga pausa forzata dovuta alle tragedie familiari di Neil Peart, i Rush, a distanza di 5 anni dall'ultima prestazione live (il 4 luglio '97, ultima tappa del Test for Echo Tour), riprendono l'attività concertistica, con un tour a sostegno del nuovo album Vapor Trails.
L'itinerario coinvolge, come d'abitudine, Stati Uniti e Canada ma, per la prima volta, anche il Messico ed il Brasile.
Il tour riprende la fortunata formula già adottata durante il tour precedente ("An Evening with Rush"): nessun gruppo di supporto, concerto di 3 ore di durata con un intervallo centrale; grandi scenografie con laser, effetti pirotecnici, video.
Dopo un lungo periodo di inattività i preparativi per il tour, soprattutto per trovare la necessaria forma da parte dei componenti della band, si rilevano esser particolarmente impegnativi. Comunque sia il Vapor Trails Tour ottiene un successo strepitoso (incassando nel Nord America circa 27 milioni di dollari e affermandosi come il 16º tour più redditizio del 2002), le date registrano sempre il tutto esaurito, e la data di San Paolo in Brasile, con i suoi 60.000 spettatori, diventa il concerto dei Rush con il pubblico più numeroso di sempre. I Rush attirano oltre 720.000 spettatori paganti durante il Vapor Trails Tour.
Come sempre, per il tour viene realizzato il Tourbook: il libretto contiene informazioni riguardanti la crew al seguito del tour, la genesi del nuovo album, come di consueto scritta da Neil Peart, inoltre la discografia completa, fotografie e schede sui singoli componenti del gruppo.

## Formazione
- Geddy Lee – basso elettrico, voce, tastiere, bass pedals, chitarra acustica
- Alex Lifeson – chitarra elettrica, chitarra acustica, bass pedals, cori
- Neil Peart – batteria, percussioni, percussioni elettroniche

## Scaletta
Tra le particolarità della scaletta va segnalata la nuova versione unplugged di Resist, con Geddy ed Alex sul palco con chitarre acustiche. L'assolo di batteria di Peart s'intitola Il batterista; tale nome viene di volta in volta tradotto nella lingua utilizzata nel paese che ospita il concerto: per questo motivo nell'album dal vivo Rush in Rio assume il titolo in portoghese di O Baterista. Come oramai d'abitudine Lifeson durante La Villa Strangiato si lascia andare con i tipici assurdi monologhi improvvisati. In apertura del concerto viene proposta nuovamente il tema de "I Tre Marmittoni", come già in svariati tour del passato. Come introduzione alla seconda parte dello show viene proposto un breve filmato animato con protagonista un drago.
Molte le modifiche in scaletta nel corso del tour: nei primi 4 mesi i pezzi Ceiling Unlimited e Ghost Rider vengono alternati; verso la fine del tour Ceiling Unlimited viene rimossa definitivamente dalla setlist. Variazioni ulteriori si verificano quando Freewill, il 12 agosto, prende il posto di Vital Signs, o quando anziché Between Sun and Moon viene eseguita The Trees sia il 20 che il 21 settembre; questi brani vengono poi alternati negli spettacoli successivi fino alla fine del tour, salvo piccole eccezioni. Closer to the Heart viene aggiunta alla setlist nelle ultima data statunitense, in quella messicana ed in quelle brasiliane.
- Introduzione (tema di "The Three Stooges")
- Tom Sawyer
- Distant Early Warning
- New World Man
- Roll The Bones
- Earthshine
- YYZ
- The Pass
- Bravado
- The Big Money
- Between Sun and Moon (eseguita stabilmente fino al 18 settembre, poi alternata con The Trees. Non eseguita il 2 e 4 novembre; dal 10 novembre rimpiazzata da Closer to the Heart)
- The Trees (eseguita il 20 e 21 settembre, poi in alternanza con Between Sun and Moon. Non eseguita il 2 e 4 novembre; dal 10 novembre rimpiazzata da Closer to the Heart)
- Vital Signs (eseguita fino all'11 agosto, poi alternata con Freewill fino al 4 novembre. Il 2 ed il 4 novembre eseguite entrambe)
- Freewill (dal 12 agosto eseguita in alternanza con Vital Signs fino al 6 novembre. Il 2 ad il 4 novembre eseguite entrambe)
- Closer to the Heart (aggiunta in scaletta nelle date del 5 ottobre, 20,22,23 novembre. Rimpiazza The Trees e Between Sun and Moon dal 10 novembre)
- Natural Science

(intervallo)
- Introduzione (video "Dragon Intro")
- One Little Victory
- Driven
- Ceiling Unlimited (alternata con Ghost Rider fino al 1º novembre, poi eliminata)
- Ghost Rider (eseguita dalla seconda serata e alternata con Ceiling Unlimited fino al 30 ottobre, poi inserita in maniera stabile in scaletta)
- Secret Touch
- Dreamline
- Red Sector A
- Leave That Thing Alone
- Assolo di batteria
- Resist
- 2112 (Overture e The Temples of Syrinx)
- Limelight
- La Villa Strangiato
- The Spirit of Radio
- bis: By-Tor and the Snow Dog (abbreviata)
- bis: Cygnus X-1 (Prologue)
- bis: Working Man

## Date
Calendario completo del tour
| Data              | Città             | Paese                 | Luogo                              | Note                                               |
| ----------------- | ----------------- | --------------------- | ---------------------------------- | -------------------------------------------------- |
|                   |                   |                       |                                    |                                                    |
| 28 giugno 2002    | Hartford          | Stati Uniti d'America | Meadows Music Centre               |                                                    |
| 29 giugno 2002    | Scranton          | Stati Uniti d'America | Montage Mountain Amphitheatre      |                                                    |
| 1º luglio 2002    | Charlotte         | Stati Uniti d'America | Verizon Wirless Amphitheatre       |                                                    |
| 3 luglio 2002     | Virginia Beach    | Stati Uniti d'America | Verizon Wirless Amphitheatre       |                                                    |
| 4 luglio 2002     | Raleigh           | Stati Uniti d'America | Alltel Pavilion @ Walnut Creek     |                                                    |
| 6 luglio 2002     | Saratoga Springs  | Stati Uniti d'America | Saratoga Performing Arts Center    |                                                    |
| 7 luglio 2002     | Darien            | Stati Uniti d'America | Darien Lake Performing Arts Center |                                                    |
| 9 luglio 2002     | Bristow           | Stati Uniti d'America | Nissan Pavilion                    |                                                    |
| 11 luglio 2002    | Holmdel           | Stati Uniti d'America | PNC Bank Arts Center               |                                                    |
| 12 luglio 2002    | Mansfield         | Stati Uniti d'America | Tweeter Center                     |                                                    |
| 14 luglio 2002    | Camden            | Stati Uniti d'America | Tweeter Center                     |                                                    |
| 15 luglio 2002    | Wantagh           | Stati Uniti d'America | Jones Beach                        |                                                    |
| 17 luglio 2002    | Toronto           | Canada                | Molson Amphitheatre                |                                                    |
| 19 luglio 2002    | Milwaukee         | Stati Uniti d'America | Marcus Amphitheatre                |                                                    |
| 20 luglio 2002    | Tinley Park       | Stati Uniti d'America | Tweeter Center                     |                                                    |
| 1º agosto 2002    | Bonner Springs    | Stati Uniti d'America | Sandstone Amphitheatre             |                                                    |
| 2 agosto 2002     | Maryland Heights  | Stati Uniti d'America | UMB Bank Pavilion                  |                                                    |
| 4 agosto 2002     | Cincinnati        | Stati Uniti d'America | Riverbend Music Center             |                                                    |
| 6 agosto 2002     | Burgettstown      | Stati Uniti d'America | Post-Gazette Pavilion              |                                                    |
| 8 agosto 2002     | Columbus          | Stati Uniti d'America | Polaris Amphitheatre               |                                                    |
| 9 agosto 2002     | Noblesville       | Stati Uniti d'America | Verizon Wireless Music Center      |                                                    |
| 11 agosto 2002    | Clarkston         | Stati Uniti d'America | DTE Energy Music Theatre           |                                                    |
| 12 agosto 2002    | Clarkston         | Stati Uniti d'America | DTE Energy Music Theatre           |                                                    |
| 14 agosto 2002    | Nashville         | Stati Uniti d'America | AmSouth Amphitheatre               |                                                    |
| 16 agosto 2002    | The Woodlands     | Stati Uniti d'America | C.W. Mitchell Pavilion             |                                                    |
| 17 agosto 2002    | San Antonio       | Stati Uniti d'America | Verizon Wireless Music Center      |                                                    |
| 19 agosto 2002    | Dallas            | Stati Uniti d'America | Smirnoff Music Center              |                                                    |
| 21 agosto 2002    | Albuquerque       | Stati Uniti d'America | Journal Pavilion                   |                                                    |
| 23 agosto 2002    | Salt Lake City    | Stati Uniti d'America | Delta Center                       |                                                    |
| 24 agosto 2002    | Englewood         | Stati Uniti d'America | Fiddler's Green Amphitheatre       |                                                    |
| 8 settembre 2002  | Vancouver         | Canada                | GM Place                           |                                                    |
| 10 settembre 2002 | Edmonton          | Canada                | Skyreach Centre                    |                                                    |
| 12 settembre 2002 | Calgary           | Canada                | Pengrowth Saddledome               |                                                    |
| 14 settembre 2002 | Seattle           | Stati Uniti d'America | The Gorge                          |                                                    |
| 15 settembre 2002 | Portland          | Stati Uniti d'America | Rose Garden                        |                                                    |
| 17 settembre 2002 | Concord           | Stati Uniti d'America | Chronicle Pavilion                 |                                                    |
| 18 settembre 2002 | Sacramento        | Stati Uniti d'America | Autowest Amphitheater              |                                                    |
| 20 settembre 2002 | Mountain View     | Stati Uniti d'America | Shoreline Amphitheater             |                                                    |
| 21 settembre 2002 | Las Vegas         | Stati Uniti d'America | MGM Grand                          |                                                    |
| 23 settembre 2002 | Los Angeles       | Stati Uniti d'America | Staples Center Arena               |                                                    |
| 25 settembre 2002 | San Diego         | Stati Uniti d'America | Coors Amphitheater                 |                                                    |
| 27 settembre 2002 | Phoenix           | Stati Uniti d'America | Cricket Pavilion                   | registrazioni per Rush in Rio (The Board Bootlegs) |
| 28 settembre 2002 | Irvine            | Stati Uniti d'America | Verizon Wireless Amphitheater      |                                                    |
| 5 ottobre 2002    | Città del Messico | Messico               | Foro Sol                           | primo show in Messico                              |
| 10 ottobre 2002   | Tampa             | Stati Uniti d'America | St. Pete Times Forum               |                                                    |
| 11 ottobre 2002   | West Palm Beach   | Stati Uniti d'America | Mars Music Amphitheatre            |                                                    |
| 13 ottobre 2002   | Atlanta           | Stati Uniti d'America | Phillips Arena                     |                                                    |
| 15 ottobre 2002   | Baltimora         | Stati Uniti d'America | Baltimore Arena                    |                                                    |
| 16 ottobre 2002   | Rochester         | Stati Uniti d'America | Blue Cross Arena                   |                                                    |
| 18 ottobre 2002   | Montréal          | Canada                | Bell Center                        |                                                    |
| 19 ottobre 2002   | Québec            | Canada                | Colisee Pepsi Arena                | registrazioni per Rush in Rio (The Board Bootlegs) |
| 22 ottobre 2002   | Toronto           | Canada                | Air Canada Centre                  |                                                    |
| 24 ottobre 2002   | New York          | Stati Uniti d'America | Madison Square Garden              |                                                    |
| 25 ottobre 2002   | Hershey           | Stati Uniti d'America | Giant Center                       |                                                    |
| 27 ottobre 2002   | Filadelfia        | Stati Uniti d'America | First Union Center                 |                                                    |
| 28 ottobre 2002   | Boston            | Stati Uniti d'America | Fleet Center                       |                                                    |
| 30 ottobre 2002   | Chicago           | Stati Uniti d'America | The United Center                  |                                                    |
| 1º novembre 2002  | Ames              | Stati Uniti d'America | Hilton Coliseum                    |                                                    |
| 2 novembre 2002   | Minneapolis       | Stati Uniti d'America | Target Center                      |                                                    |
| 4 novembre 2002   | Cleveland         | Stati Uniti d'America | Gund Arena                         |                                                    |
| 6 novembre 2002   | East Rutherford   | Stati Uniti d'America | Continental Airlines Arena         |                                                    |
| 8 novembre 2002   | Uncasville        | Stati Uniti d'America | Mohegan Sun Casino                 |                                                    |
| 10 novembre 2002  | Manchester        | Stati Uniti d'America | Verizon Arena                      |                                                    |
| 20 novembre 2002  | Porto Alegre      | Brasile               | Olympic Stadium                    | primo show in Sud America                          |
| 22 novembre 2002  | San Paolo         | Brasile               | Estadio Morumbi                    |                                                    |
| 23 novembre 2002  | Rio de Janeiro    | Brasile               | Maracana Stadium                   | registrazioni per Rush in Rio album e video        |

All'elenco sopra esposto va aggiunto un evento particolare non incluso nel calendario del tour:
- 30 luglio 2003: Downview Park, Toronto (Canada), "Molson Canadian Rocks for Toronto", concerto benefico con raccolta fondi per i danni economici provocati dalla SARS. All'evento, che raccoglie oltre 450.000 spettatori, partecipano, oltre ai Rush, i Rolling Stones, gli AC/DC, The Guess Who, Justin Timberlake, Sam Roberts, i Flaming Lips, Kathleen Edwards, The Isley Brothers, Sass Jordan, La Chincane, Dan Aykroyd e Jim Belushi e altri.
  - i Rush eseguono: Tom Sawyer, Limelight, Dreamline, YYZ, Freewill, Closer to the Heart, Paint it Black (breve versione strumentale del brano dei Rolling Stones), The Spirit of Radio.

Testimonianza sui momenti più notevoli dell'evento si trova nel DVD Toronto Rocks del 2004 e, per quanto riguarda l'esibizione dei Rush, nel DVD R30: 30th Anniversary World Tour, disco 2, il brano Freewill.

## Documentazione
Riguardo al Vapor Trails Tour sono reperibili le seguenti testimonianze audio, audiovisive e cartacee:
- Rush in Rio, album live del 2003.
- Rush in Rio, video concerto del 2003.
- da Rush: Beyond the Lighted Stage (documentario), disco 2: Between Sun and Moon, tratto dalla data di debutto del tour, il 28 giugno 2002.
- Vapor Trails Tourbook.